# Скрипниченко Федір Тарасович
Федір Тарасович Скрипниченко (6 червня 1895 — 13 вересня 1963) — педагог, інженер, козак 2-го Синього полку Армії УНР.
Народився в Кодемі, Бахмутського повіту, Катеринославської губернії. Закінчивши шість класів гімназії м. Луганська. У віці 18 років був призваний до Імператорської армії Росії. Під час Першої світової війни у лютому 1915 р в боях за фортецю Осовець, Федора було поранено двома кулями, вилікувавшись у квітні 15-го він знову опинився на фронті в Карпатах, де був узятий в полон німецькими військами.
Скрипниченко потрапив до табору Ламсдорф, пізніше в табір Раштадт, де він поступив у Перший запорозький полк імені Тараса Шевченка, Синьожупанної дивізії. У червні 1917 року отримав дозвіл вчити українську мову в с. Щербин, Гродненської губернії, де за короткий час зумів відкрити школу. Вчителював Федір до початку лютого 1918 року.
А 10 лютого у складі передової сотні 1-го Запорозького імені Тараса Шевченка полку під проводом Миколи Шаповала вирушив в Україну. В ніч на 27 квітня 1918, Синьожупанну дивізію було роззброєно і розпущено, Скрипниченко вирушив додому, в Бахмут.
Під час антигетьманського повстання, коли Донбас захопили більшовики втік на Кубань. Жив у станиці Царській, у родичів, там він захворів на тиф. По видужанню Федора мобілізували до армії Денікіна. Пізніше потрапив до Кубанської дивізії генерал-майора Миколи Бабієва. Та під натиском червоних утік з Кубані, на острів Лемнос в Егейському морі, звідки переїхав до Греції, де він провів два роки.
З метою продовжити навчання переїхав до Чехословаччини. 2 липня 1924 року подав прохання до Високої ради професорів прийняти його до складу студентів Української господарської академії в Подєбрадах. 9 квітня 1925 року під час навчання в Господарській академії Федір Скрипниченко написав спогад «Як я став свідомим українцем» 10 квітня 1929 року захистив диплом, здобувши фах інженера.
Навесні 1929 року збирався подавати документи на отримання візи до Сполучених Штатів Америки. Емігрував до США.
Помер 13 вересня 1963 у місті Расін, штат Вісконсин, США.

## Праці
- Ф. Скрипниченко Як я став свідомим українцем.